# John Medeski
Anthony John Medeski, född 28 juni 1965, är en amerikansk jazzkeyboardist och kompositör. Han spelar akustiskt piano och en samling av keyboards, inklusive Hammond B3, melodica, mellotron, clavinet, ARP String Ensemble, Wurlitzer elpiano, Moog Voyager Synthesizer, Wurlitzer 7300 Combo Organ och Yamaha CS-1 Synthesizer, med mera.
Medeski föddes i Louisville, Kentucky, och växte upp i Florida. Han började spela piano vid fem års ålder och redan som tonåring började han spela med musiker som Mark Murphy och Jaco Pastorius. Han gick på Pine Crest School. 1983, efter att han avslutat high school, började han studera piano vid New England Conservatory i Boston, där han även framträdde som ackompanjatör med Dewey Redman, Billy Higgins, Bob Mintzer, Alan Dawson och Mr. Jellybelly.
Medeski är mest känd för sitt medlemskap i jazztrion Medeski Martin & Wood, ofta kända som MMW, med trum/percussionisten Billy Martin och basisten Chris Wood. Gruppen skapades 1991 i New York och har tänjt gränserna inom Funk/Jazz. De har samarbetat med musiker som Trey Anastasio och John Scofield, och i och med det har bandet blivit en av ledarna inom modern jazz.
2000 samverkade Medeski i The Word. Ett traditionellt southern rock-band med medlemmarna  Robert Randolph (pedal steel guitar) från Robert Randolph & the Family Band, bröderna Luther Dickinson (gitarr) och Cody Dickinson (trummor), och Chris Chew (bas) från North Mississippi Allstars. Bandet återförenades under sommaren av 2005 vid Bonnaroo Music Festival. Det var första gången sedan 2001. 
Under Trey Anastasio Bands 2001/2002-turné spelade Medeski orgel när bandets ordinarie keyboardist Ray Paczkowski var upptagen. Under senare år har Medeski emellanåt även uppträtt tillsammans med Phil Lesh and Friends.
Medeski var gäst på Marian McPartlands radioprogram Piano Jazz den 27 september 2005. Under programmet pratade om hur mycket han övat på piano, hans synvinkel på att spela musik och några av de musiker han beundrar mest. Han framförde flera sånger av Thelonious Monk och andra kompositioner som den klassiska Medeski, Martin & Wood-låten "Bubblehouse". Programmet gavs ut på CD den 4 april 2006.
Den 14 juli 2006 gjorde John Medeski & The Itch sin debutspelning på All Good Music Festival i Masontown, West Virginia. "The Itch" består av Eric Krasno (gitarr) från Soulive och Adam Deitch (trummor) med Medeski spelandes på en B3 Organ.